# Ylä-Kiiskijärvi
Ylä-Kiiskijärvi är en sjö i Finland. Den ligger i kommunen Rovaniemi i landskapet Lappland, i den norra delen av landet, 700 km norr om huvudstaden Helsingfors. Ylä-Kiiskijärvi ligger 166,7 meter över havet. Arean är 49 hektar och strandlinjen är 3,17 kilometer lång. Sjön  ingår i Kemi älvs huvudavrinningsområde. 